# مخيم عسكر

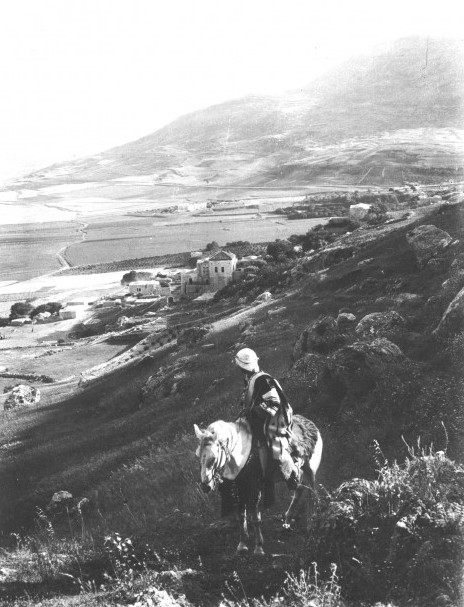
فارس ينظر إلى قرية عسكر الواقعة شرقي مدينة نابلس عام 1915

مخيم عسكر هو مخيم للاجئين الفلسطينيين في الضفة الغربية. يقع المخيم داخل حدود بلدية نابلس، على بعد 5 كم شمال شرق مركز مدينة نابلس، ويقع على الطريق المؤدية إلى وادي البادان وغور الأردن. يحده من الشمال حي المساكن الشعبية، ومن الشرق قرية عزموط، ومن الغرب جبل عسكر وقرية عسكر البلد ومن الجنوب مبنى وزارة الزراعة وكلية الشيخ زايد.
أُنشئ مخيم عسكر عام 1950 فوق مساحة من الأرض تبلغ 209 دونم (0.12 كيلومتر مربع) ضمن حدود بلدية نابلس، تم استئجارها من الحكومة الأردنية، حيث كانت الضفة الغربية في ذلك الوقت مرتبطة إدارياً وقانونياً مع المملكة الأردنية الهاشمية فيما يعرف بوحدة الضفتين. وفي عام 1965، أدى الاكتظاظ السكاني الشديد في المخيم إلى التوسع فوق 90 دونماً إضافية (0.1 كيلومتر مربع)؛ ويشير سكان المخيم إلى تلك المنطقة بعبارة «عسكر الجديد». ولا يعتبر «عسكر الجديد» مخيما من الناحية الرسيمة، وبالتالي فلا يوجد فيه أية منشآت تابعة لوكالة غوث وتشغيل اللاجئين.
أدّى تقسيم السيطرة بين السلطة الفلسطينية وحكومة إسرائيل على تقسيم المخيم الجديد والأصلي بشكل أكبر؛ حيث أصبح المخيم الأصلي واقعاً ضمن المنطقة «أ» وهو بالتالي واقع تحت سيطرة السلطة الفلسطينية فيما صار المخيم الجديد واقعاً ضمن المنطقة «ب» وبالتالي تحت السيطرة الفلسطينية-الإسرائيلية المشتركة.

## السكان
يحتوي المخيم على حوالي 17,000 لاجئ مسجلين لدى الأونروا، منهم 11,000 في عسكر القديم و 6,000 في عسكر الجديد. وينحدر ثلث سكان المخيم من اللد ويافا؛ فيما تعود اصول باقي السكان إلى قرى تابعة لمناطق اللد وقضاء يافا وقضاء الرملة وقضاء طولكرم ومنها الشيخ مونس، الجماسين الغربي، يازور، سلمة، ساقية، عرب أبو كشك؛ بإضافة إلى لاجئين من صميل، بيت دجن، كفر سابا، الخيرية، طيرة دندن، الجماسين الشرقي، كفر برا، أم خالد، صرفند الخراب، صرفند العمار، فجة، قولة، الرملة وحيفا وغيرها.

## المشاكل الرئيسية
بحسب الأونروا، فإن المخيم يعاني من المشاكل التالية:
- الكثافة السكانية العالية.
- البطالة، حيث تبلغ نسبة البطالة في المخيم 28%.
- الانقسام بين سيطرة السلطة الفلسطينية وبين السيطرة المشتركة للسلطة الفلسطينية وإسرائيل.
- المدارس المكتظة.

## أعلام
- محمد قطناني
- حسام عاطف بدران
- رضوان ابو عياش